# Winscombe
Winscombe – wieś w Anglii, w hrabstwie ceremonialnym Somerset, w dystrykcie (unitary authority) North Somerset. Leży 23 km na południowy zachód od miasta Bristol i 189 km na zachód od Londynu.